# Associazione Calcio Venezia 1966-1967
Questa voce raccoglie le informazioni riguardanti l'Associazione Calcio Venezia nelle competizioni ufficiali della stagione 1966-1967

## Stagione
Nella stagione 1966-1967 il Venezia disputa il campionato di Serie A, raccoglie 17 punti piazzandosi in ultima posizione e retrocede in Serie B con il Lecco, il Foggia ed la Lazio. Lo scudetto lo ha vinto la Juventus con 49 punti, con un punto di vantaggio sull'Inter superato in classifica nell'ultima giornata.
Appena risalito in Serie A, nella stagione 1966-1967 il Venezia ancora affidato alle cure dell'allenatore Armando Segato è retrocesso in Serie B dopo essere rimasto sul fondo della graduatoria per gran parte del campionato. Miglior realizzatore stagionale dei neroverdi è stato Ferruccio Mazzola autore di sette reti. Anche in Coppa Italia il percorso dei lagunari si fermò precocemente, a causa della sconfitta nell'incontro del primo turno contro il Padova (2-1) dopo i tempi supplementari.

## Maglia
La divisa del Venezia nella stagione 1966-1967 si compone di una maglia verde con colletto e bordi neri, calzoncini neri, calzettoni neri con bordi verdi.
| Manica sinistra · Manica sinistra · Maglietta · Maglietta · Manica destra · Manica destra · Pantaloncini · Calzettoni · Calzettoni |

## Rosa

Il neoacquisto Pedro Manfredini, 14 presenze e 3 reti in stagione.

| N. |                   | Ruolo | Calciatore           |
| -- | ----------------- | ----- | -------------------- |
|    | Italia (bandiera) | P     | Giovanni Bubacco     |
|    | Italia (bandiera) | P     | Loris Cugola         |
|    | Italia (bandiera) | P     | Silvano Vincenzi     |
|    | Italia (bandiera) | D     | Bartolomeo Tarantino |
|    | Italia (bandiera) | D     | Eraldo Mancin        |
|    | Italia (bandiera) | D     | Marcello Neri        |
|    | Italia (bandiera) | D     | Gianni Grossi        |
|    | Italia (bandiera) | C     | Giulio Cesare Spagni |
|    | Italia (bandiera) | C     | Francesco Cappelli   |
|    | Italia (bandiera) | C     | Gastone Rizzato      |
|    | Italia (bandiera) | C     | Franco Nanni         |
|    | Italia (bandiera) | C     | Corrado Penzo        |
|    | Italia (bandiera) | C     | Beniamino Cancian    |

| N. |                      | Ruolo | Calciatore        |
| -- | -------------------- | ----- | ----------------- |
|    | Italia (bandiera)    | C     | Giuseppe Rosso    |
|    | Italia (bandiera)    | A     | Angelo Pochissimo |
|    | Italia (bandiera)    | A     | Franco Dori       |
|    | Italia (bandiera)    | A     | Silvio Bertani    |
|    | Italia (bandiera)    | A     | Ferruccio Mazzola |
|    | Italia (bandiera)    | C     | Candido Beretta   |
|    | Italia (bandiera)    | A     | Silvano Mencacci  |
|    | Italia (bandiera)    | A     | Duino Gorin       |
|    | Italia (bandiera)    | A     | Lucio Bertogna    |
|    | Argentina (bandiera) | A     | Pedro Manfredini  |
|    | Perù (bandiera)      | C     | Víctor Benítez    |
|    | Italia (bandiera)    | A     | Aldo Loppoli      |

## Risultati

### Serie A

#### Girone di andata
| Arbitro: | Di Tonno (Lecce) |

|                       |           |                |
| Rivera 4’ Lodetti 64’ | Marcatori | 28’ F. Mazzola |

| Arbitro: | Vitullo (Roma) |

|                |           |            |
| F. Mazzola 63’ | Marcatori | 24’ Danova |

| Torino 2 ottobre 1966 3ª giornata | Torino         | 0 – 0 | Venezia | Stadio Comunale\| Arbitro: \| Righi (Milano) \| |
| Arbitro:                          | Righi (Milano) |       |         |                                                 |

| Arbitro: | Pieroni (Roma) |

|                             |           |                                                        |
| Mencacci 65’ F. Mazzola 77’ | Marcatori | 1’, 60’ Merlo 17’ Brugnera 26’ Bertini 71’, 84’ Hamrin |

| Arbitro: | Varazzani (Parma) |

|                                    |           |  |
| Gambino 25’ Nocera 40’, 83’ (rig.) | Marcatori |  |

| Venezia 23 ottobre 1966 6ª giornata | Venezia               | 0 – 0 | Napoli | Stadio Pierluigi Penzo\| Arbitro: \| De Marchi (Pordenone) \| |
| Arbitro:                            | De Marchi (Pordenone) |       |        |                                                               |

| Arbitro: | Carminati (Milano) |

|                                         |           |  |
| Riva 7’, 26’ Boninsegna 67’ Greatti 71’ | Marcatori |  |

| Venezia 13 novembre 1966 8ª giornata | Venezia                      | 0 – 0 | Mantova | Stadio Pierluigi Penzo\| Arbitro: \| De Robbio (Torre Annunziata) \| |
| Arbitro:                             | De Robbio (Torre Annunziata) |       |         |                                                                      |

| Arbitro: | Gonella (Torino) |

|                |           |            |
| F. Mazzola 87’ | Marcatori | 6’ Bagatti |

| Arbitro: | Acernese (Roma) |

|                             |           |                  |
| D'Alessi 33’ Troja 43’, 83’ | Marcatori | 38’, 88’ Benitez |

| Arbitro: | De Robbio (Torre Annunziata) |

|                                  |           |             |
| S. Mazzola 33’ (rig.) Suarez 48’ | Marcatori | 64’ Benitez |

| Arbitro: | D'Agostini (Roma) |

|  |           |                                   |
|  | Marcatori | 35’ Salvadore 39’ (rig.) De Paoli |

| Arbitro: | Carminati (Milano) |

|                   |           |                |
| Maraschi 30’, 43’ | Marcatori | 76’ F. Mazzola |

| Bologna 31 dicembre 1966 14ª giornata | Bologna           | 0 – 0 | Venezia | Stadio Comunale\| Arbitro: \| Vacchini (Milano) \| |
| Arbitro:                              | Vacchini (Milano) |       |         |                                                    |

| Arbitro: | Varazzani (Parma) |

|                            |           |  |
| Benitez 8’ (rig.) Dori 17’ | Marcatori |  |

| Arbitro: | Marengo (Chiavari) |

|            |           |  |
| Sirena 70’ | Marcatori |  |

| Arbitro: | Di Tonno (Lecce) |

|                |           |  |
| F. Mazzola 65’ | Marcatori |  |

#### Girone di ritorno
| Arbitro: | Gonella (Torino) |

|          |           |                  |
| Dori 73’ | Marcatori | 57’, 70’ Sormani |

| Arbitro: | Monti (Ancona) |

|           |           |  |
| Milan 69’ | Marcatori |  |

| Arbitro: | Acernese (Roma) |

|          |           |           |
| Dori 90’ | Marcatori | 8’ Meroni |

| Arbitro: | Picasso (Chiavari) |

|                                |           |  |
| Mancin 29’ (aut.) Brugnera 56’ | Marcatori |  |

| Arbitro: | Canova (Bologna) |

|            |           |  |
| Spagni 70’ | Marcatori |  |

| Arbitro: | Carminati (Milano) |

|                                        |           |  |
| Bianchi 19’ Cané 32’, 47’ Jualiano 40’ | Marcatori |  |

| Arbitro: | Gussoni (Tradate) |

|            |           |                 |
| Grossi 78’ | Marcatori | 46’ (rig.) Riva |

| Arbitro: | Orlando (Bergamo) |

|                             |           |            |
| Catalano 43’ Di Giacomo 64’ | Marcatori | 21’ Spagni |

| Arbitro: | Di Tonno (Lecce) |

|            |           |                    |
| Carosi 35’ | Marcatori | 66’ (rig.) Benitez |

| Arbitro: | Acernese (Roma) |

|                                        |           |  |
| Benitez 13’ (rig.) Manfredini 16’, 69’ | Marcatori |  |

| Arbitro: | Sbardella (Roma) |

|                            |           |                                     |
| Manfredini 6’ Bertogna 40’ | Marcatori | 2’ S. Mazzola 23’ Corso 63’ Bicicli |

| Arbitro: | Marengo (Chiavari) |

|                              |           |              |
| G. Bercellino 81’ (rig.) 83’ | Marcatori | 30’ Mencacci |

| Arbitro: | Lo Bello (Siracusa) |

|  |           |                       |
|  | Marcatori | 68’ Gori 73’ Maraschi |

| Arbitro: | Di Tonno (Lecce) |

|                |           |                        |
| F. Mazzola 75’ | Marcatori | 20’ Fogli 60’ Pascutti |

| Arbitro: | Canova (Bologna) |

|                             |           |            |
| Sacchi 2’ Mancin 37’ (aut.) | Marcatori | 63’ Spagni |

| Arbitro: | Orlando (Bergamo) |

|             |           |                  |
| Beretta 54’ | Marcatori | 51’, 68’ Barison |

| Arbitro: | De Marchi (Pordenone) |

|                                                  |           |                   |
| Beretta 61’ (aut.) Dell'Omodarme 76’ Capello 84’ | Marcatori | 44’, 88’ Mencacci |

### Coppa Italia
| Arbitro: | Motta (Monza) |

|                                 |           |          |
| Bigon 56’ Fraschini 112’ (rig.) | Marcatori | 76’ Neri |

## Statistiche

### Statistiche di squadra
Di seguito le statistiche di squadra.
| Competizione | Punti | In casa | In casa | In casa | In casa | In casa | In casa | In trasferta | In trasferta | In trasferta | In trasferta | In trasferta | In trasferta | Totale | Totale | Totale | Totale | Totale | Totale | DR  |
| Competizione | Punti | G       | V       | N       | P       | Gf      | Gs      | G            | V            | N            | P            | Gf           | Gs           | G      | V      | N      | P      | Gf     | Gs     | DR  |
| ------------ | ----- | ------- | ------- | ------- | ------- | ------- | ------- | ------------ | ------------ | ------------ | ------------ | ------------ | ------------ | ------ | ------ | ------ | ------ | ------ | ------ | --- |
| Serie A      | 17    | 17      | 4       | 6       | 7       | 18      | 23      | 17           | 0            | 3            | 14           | 11           | 34           | 34     | 4      | 9      | 21     | 29     | 57     | -28 |
| Coppa Italia |       | -       | -       | -       | -       | -       | -       | 1            | 0            | 0            | 1            | 1            | 2            | 1      | 0      | 0      | 1      | 1      | 2      | -1  |
| Totale       | -     | 17      | 4       | 6       | 7       | 18      | 23      | 18           | 0            | 3            | 15           | 12           | 36           | 35     | 4      | 9      | 22     | 30     | 59     | -29 |

### Statistiche dei giocatori
| Giocatore     | Serie A  | Serie A | Coppa Italia | Coppa Italia | Totale   | Totale |
| Giocatore     | Presenze | Reti    | Presenze     | Reti         | Presenze | Reti   |
| ------------- | -------- | ------- | ------------ | ------------ | -------- | ------ |
| V. Benítez    | 23       | 6       | 1            | 0            | 24       | 6      |
| C. Beretta    | 26       | 1       | 1            | 0            | 27       | 1      |
| S. Bertani    | 2        | 0       | 0            | 0            | 2        | 0      |
| L. Bertogna   | 27       | 1       | 1            | 0            | 28       | 1      |
| G. Bubacco    | 21       | -31     | 0            | -0           | 21       | -31    |
| B. Cancian    | 19       | 0       | 0            | 0            | 19       | 0      |
| F. Cappelli   | 13       | 0       | 1            | 0            | 14       | 0      |
| L. Cugola     | 1        | -0      | 0            | -0           | 1        | -0     |
| F. Dori       | 16       | 4       | 1            | 0            | 17       | 4      |
| D. Gorin      | 0        | 0       | 0            | 0            | 0        | 0      |
| G. Grossi     | 31       | 1       | 1            | 0            | 32       | 1      |
| A. Loppoli    | 1        | 0       | 0            | 0            | 1        | 0      |
| E. Mancin     | 32       | 0       | 1            | 0            | 33       | 0      |
| P. Manfredini | 14       | 3       | 0            | 0            | 14       | 3      |
| F. Mazzola    | 24       | 7       | 0            | 0            | 24       | 7      |
| S. Mencacci   | 25       | 4       | 1            | 0            | 26       | 4      |
| F. Nanni      | 20       | 0       | 0            | 0            | 20       | 0      |
| M. Neri       | 6        | 0       | 1            | 1            | 7        | 1      |
| C. Penzo      | 1        | 0       | 0            | 0            | 1        | 0      |
| A. Pochissimo | 12       | 0       | 0            | 0            | 12       | 0      |
| G. Rizzato    | 2        | 0       | 0            | 0            | 2        | 0      |
| G. Rosso      | 2        | 0       | 0            | 0            | 2        | 0      |
| G. Spagni     | 29       | 3       | 1            | 0            | 30       | 3      |
| B. Tarantino  | 15       | 0       | 0            | 0            | 15       | 0      |
| S. Vincenzi   | 14       | -26     | 1            | -1           | 15       | -27    |